# 전기시냅스
전기시냅스(electrical synapse)는 시냅스 전 세포와 시냅스 후 세포 사이의 간극연접으로 이루어진 기계적 전기적 연결이다. 간극연접이므로 두 세포는 약 3.5nm정도 떨어져 있는데, 이는 화학적 시냅스에서 두 세포간의 거리인 20~40nm보다 더 짧은 길이이다. 한 개체에서 전기적 시냅스와 화학적 시냅스는 공존한다. 전기적 시냅스는 화학적 시냅스보다 자극을 더 빠르게 전달하지만 화학적 시냅스와는 달리 신호를 증폭하지는 못한다. 전기적 시냅스는 방어 반사 같은 빠른 반응을 요구하는 신경계에서 종종 나타난다. 전기적 시냅스의 가장 중요한 특징은 대부분 양방향성이라는 것이다. 하지만 몇몇 간극연접은 한 쪽 방향으로의 전달만 허용한다.

## 구조
각 간극연접(결합연접이라고도 함)은 두 세포의 막을 가로지르는 많은 간극연접 채널을 가지고 있다. 채널의 구멍 크기가 1.2~2.0nm이므로, 간극연접의 구멍은 이온들이나 신호 분자같이 중간 크기의 분자도 한 세포에서 다른 세포로 통과할 정도로 크다. 즉, 두 세포의 세포질을 연결시켜준다. 따라서 한 세포의 전위가 바뀌면, 이온들은 한 세포에서 다른 세포로 이동하면서 시냅스 후 세포를 탈분극 시키게 된다. 간극연접은 척추동물의 경우 커넥손(connexon)이라 불리는 2개의 절반채널로 이루어져 있으며 시냅스에서 각 세포에 하나씩 있다. 커넥손(connexon)은 6개의 7.5nm 길이의 막을 4번 통과하는 커넥신(connexin)이라 불리는 단백질 단위체로 구성되며, 각 단위체들은 거의 똑같거나 약간 다르다.

## 공명과 발화
Seán Ó Nualláin and Tom Doris (2004)는 통합발화 뉴런과 공명발화뉴런의 자세한 묘사는 뉴런들이 어떻게 많은 신호처리기능을 하는지 설명해준다고 말하였다. 또한, 공명과 발화 뉴런으로 새로운 전기적 화학적 이야기가 펼쳐질 것이라고 설명했다.

## 효과
전기적 시냅스의 단순함은 빠르지만, 화학적 시냅스에 비해 더 단순한 효과를 나타낸다.
화학적 전달자를 인식하는 수용체가 필요없이 전기적 시냅스의 신호 전달은 뉴런 사이의 대부분의 연결인 화학적 시냅스에서 일어나는 것보다 훨씬 빠르다. 전기적 시냅스에서 전달 속도는 일반적으로 2m/s 인 반면, 화학적 시냅스에서 전달 속도는 0.2m/s이다. 하지만, 화학적 시냅스와 전기적 시냅스의 속도의 차이는 포유류에서 냉혈동물만큼 뚜렷한 차이가 나지 않는다.
반응은 항상 원래의 것과 똑같은 반응을 가진다. 예를 들어서 시냅스 전 뉴런의 세포막에서 탈분극은 시냅스 후 뉴런의 세포막을 항상 탈분극 시키고, 과분극의 경우도 똑같다.
전기적 시냅스는 신호를 합칠 수 없다. 즉, 유도된 반응은 항상 원래의 반응보다 더 작다. 또한, 반응은 세포의 상대적인 크기에 영향을 받는다. 작은 시냅스 전 뉴런은 큰 시냅스 후 뉴런에 큰 효과를 낼 수 없다. 반면, 상대적인 뉴런의 크기는 화학적 시냅스에서는 크게 중요하지 않다.
전기적 시냅스의 성질을 장기간 변화시킬 수 있는 기작이 별로 없다.
전기적 시냅스의 상대적인 속도는 많은 뉴런들이 동시에 활동전위를 발화시킬 수 있도록 해준다(. 전달 속도 때문에, 전기적 시냅스는 탈출 기작이나 빠른 반응을 요구하는 다른 과정에서 발견할 수 있다. 예를 들어서 군소가 위험에 닥쳤을 때 빠르게 많은 양의 잉크를 뿌려 적의 시야를 흐리게 하는 것과 같은 반응에서 전기적 시냅스가 사용된다.
일반적으로, 이 시냅스에서는 양쪽 방향으로 이온들이 이동할 수 있다. 하지만, 가끔 어떤 시냅스에서는 전위에 민감한 채널을 가지고 있어 탈분극 시에 열리게 되고 양 쪽 방향 중에서 한 쪽 방향으로의 흐름을 차단할 수 있도록 해준다. 몇몇 채널에서는 칼슘이온이나 수소이온의 농도가 증가할 때 닫히기도 하는데, 이렇게 함으로써 한 뉴런에서의 피해가 다른 쪽 뉴론으로 전달되지 못하게 한다.
또한, 몇몇 전기적 시냅스가 가소성을 지니고 있다는 증거가 있다. 즉, 전기적 연결이 활동의 결과로써 더 강해지거나 약해질 수 있다.
전기적 시냅스는 망막이나 척추동물의 대뇌피질에 많다.

## 역사
세포들이 직접적으로 그물모양으로 연결되어 있다는 모델은 20세기 초의 신경계의 구조에 대한 초기 가설중의 하나였다. 이 그물가설은 지금 널리 받아들여지고 있는 뉴런의 각각 세포가 화학적으로 시냅스를 통해서 신호를 전달한다는 뉴런신조와 어긋나는 것으로 생각된다. 이 두 모델은 1906년 노벨 생리의학상 수상식에서 상이 두 명의 과학자에게 돌아가면서 극명하게 대조를 이루게 된다. 카밀로 골지(Camillo Golgi)는 그물 가설을 주장하였고, 산티아고 래이먼 카할(Santiago Ramón y Cajal)은 현대 신경과학의 아버지라 불리며 뉴런신조의 거장이었다. 골지는 신경계의 그물 모델에 대한 증거를 설명하면서 노벨 상 강연을 하였다. 그리고 카할은 강연대를 지켜보면서 그의 강연에서 골지의 결과를 반박했다. 하지만, 화학적 시냅스와 전기적 시냅스가 동시에 존재한다는 현대적인 이해는 두 모델 모두 생리학적으로 매우 의미가 있다는 것을 나타낸다. 노벨 위원회에서 상을 공동수여 한 것은 뛰어난 선견지명을 가졌다고 할 수 있다. 20세기 초의 10년간 뉴런간의 정보 전달이 화학적인지 전기적인지 엄청난 토론이 있었다가 오토 루이(Otto Loewi)가 뉴런과 심장간의 화학적 신호전달을 증명함으로써 화학적 시냅스가 오직 답이라고 생각하게 된다. 따라서, 전기적 신호전달의 발견은 엄청난 충격이었다. 전기적 시냅스는 1950년대 후반에 가재의 탈출과 관련된 거대 뉴런에서 처음으로 증명되었다. 후에 척추동물에서도 발견되었다.

## 같이 보기
- 시냅스
- 화학적 시냅스